# Ósumi (souostroví)
Souostroví Ósumi (japonsky 大隅諸島 [Ósumi-šotó]) je skupina ostrovů na hranici mezi Východočínským mořem a Filipínským mořem, která je v rámci prefektury Kagošima součástí Japonska.

## Geografie
Souostroví tvoří nejsevernější část souostroví Rjúkjú a od Kjúšú je vzdáleno asi 60 km. Ostrovy jsou vulkanického původu a je zde několik činných sopek. Nejvyšším bodem je Mijanouradake na Jakušimě s výškou 1935 m.
Japonská geografie řadí Ósumi spolu se souostrovími Amami a Tokara do souostroví Sacunan.
Flóra je na ostrovech subtropická. Téměř neporušená se zachovala na Jakušimě, a proto byla zapsána do seznamu světového dědictví UNESCO. Fauna není na ostrovech nijak výjimečná; přes některé introdukované druhy je nejvíce zachována na Jakešimě.
Klima na ostrovech je oceánické, subtropické. Průměrná roční teplota vzduchu je 19 °C.
 V zimě je průměrná teplota 12 °C, přičemž minima dosahují 1 °C; sněhové srážky jsou vzácné. Letní teploty dosahují 35 °C. Roční úhrn srážek bývá 2000 až 2500 mm s maximy v červnu; od toho se značně odchyluje Jakušima, která je s 4477,2 mm nejdeštivějším místem Japonska.
Období tajfunů nastává koncem léta a na podzim.

## Obyvatelstvo
Většina obyvatel (asi 33 tis.) žije na ostrově Tanegašimě a z nich zhruba polovina ve městě Nišinoomote.

## Administrativní dělení

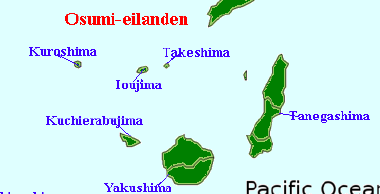
Mapa souostroví Ósumi s hranicemi administrativních celků

Souostroví Ósumi je součástí prefektury Kagošima a spadá pod tři okresy:
- městský okres Nišinoomote (西之表市, Nišinoomote-ši) s 16 605 obyvateli (2012), který leží na ostrově Tanegašima
- okres Kumage, do kterého patří města Nakatane a Minamitane na Tanegašimě a město Jakušima, zahrnující i ostrov Kučinoerabudžima
- okres Kagošima (se sídlem na ostrově Kjúšú), do které patří ves Mišima na Kurošimě, zahrnující i ostrovy Iódžima a Takešima

Přehled ostrovů dává následující tabulka.
| Ostrov           | japonsky   | Plocha [km²] | Nejvyšší bod [m n. m.] | Pohled                              | Zeměpisné souřadnice              |
| ---------------- | ---------- | ------------ | ---------------------- | ----------------------------------- | --------------------------------- |
| Kurošima         | 黒島       | 15,37        | 622                    | Letecká fotografie Kurošimy         | 30°50′6″ s. š., 129°57′21″ v. d.  |
| Takešima         | 竹島       | 4,20         | 220                    |                                     | 30°48′50″ s. š., 130°25′2″ v. d.  |
| Iódžima          | 硫黄島     | 11,65        | 704                    | Letecká fotografie Šówa Iódžima     | 30°47′27″ s. š., 130°17′46″ v. d. |
| Magedžima        | 馬毛島     | 8,20         | 72                     | Letecká fotografie Magedžimy        | 30°44′30″ s. š., 130°51′17″ v. d. |
| Tanegašima       | 種子島     | 444,99       | 282                    |                                     | 30°34′26″ s. š., 130°58′52″ v. d. |
| Kučinoerabudžima | 口永良部島 | 38,04        | 657                    | Letecká fotografie Kučinoerabudžima | 30°26′24″ s. š., 130°13′8″ v. d.  |
| Jakušima         | 屋久島     | 504,88       | 1 936                  | Letecká fotografie Jakušima         | 30°21′31″ s. š., 130°31′43″ v. d. |

## Hospodářství
Hlavním zdrojem obživy na ostrovech býval rybolov a zemědělství, které si dodnes udrželo svůj význam v místní ekonomice. V současnosti se pěstuje především rýže (ve dvou sklizních), sladké brambory, banány, tabák, mandarinky, hrách; na menších ostrovech prosperuje dobytkářství. Od 70. let 20. století nabývá význam má domácí turistika, která je navázána na zdejší přírodu a kosmodrom.
Přestože se v minulosti na Tanegašimě těžila železná ruda, nejsou tyto zdroje pro nerentabilitu využívány. Ze stejného důvodu se netěží ani zdejší ropa, jejíž výskyt byl prokázán. Z průmyslu je významné zpracování mořských ryb a krevet. V r. 1968 bylo zde uvedeno do provozu kosmické centrum Tanegašima, které má pro tento ostrov mimořádný hospodářský význam.
Ostrovy jsou propojeny trajekty. Na ostrovech Tanegašima a Jakušima jsou letiště místního významu.

## Historie
Na Tanegašimě jsou známky lidské přítomnosti, doložené vykopávkami Jokomine poblíž města Minamitane, které se datují do doby před 30 tisíci let. Jedná se o jeden z mála menších ostrovů, které lidstvo osídlilo v paleolitu. Byly zde nalezeny podobné mikrolity jako na jižním cípu Kjúšú. Stejnou vazbu vykazují i nálezy keramiky z období Džómon. Další nálezy se vážou k období Jajoi, které se zde vyznačuje nálezy výrobků z barevných schránek měkkýšů, které se používaly jako platidlo. K tomuto období patří vykopávky Hirota.
První zmínka o Jakušimě je v čínské kronice o dynastii Suej, kde je popsána jako země zlého barbara. Podle záznamů v kronice Šoku Nihongi jsou k r. 702 Tanegašima s Jakušimou uvedeny jako součást provincie Tane, a proto se usuzuje, že ostrovy byly pod japonskou kontrolou již v 8. století. V r. 753 se na Jakušimě zastavil během své cesty čínský mnich Ťian-čen. V r. 824 byla provincie Tane zrušena o ostrovy se staly součástí provincie Ósumi.
V r. 1185 se na ostrovech usídlili příslušníci klanu Taira, kteří byli posláni do vyhnanství z Kjóta. Přinesli s sebou znalosti zpracování železa, jehož ložiska se nacházejí na Tanegašimě, a rozvinuli zde výrobu ocelových zbraní. Počátkem 13. století na ostrovech vzniklo panství Tanegašima, které se později, v období Sengoku stalo vazalem panství Sacuma. V r. 1543 sem na čínské džunce připluli portugalští mořeplavci, kteří místnímu pánu Tokitakovi Tanegašimovi prodali dvě arkebuzy. Podle nich nechal svými zbrojíři zdokonalit primitivní střelné zbraně dosud užívané v Japonsku přidáním doutnákového zámku. Modernizované zbraně se velmi rychle uplatnily, přesto jejich použití neodvrátilo ztrátu Jakešimy, která se v r. 1595 dostala pod přímou kontrolu klanu Šimazu, tehdy vládnoucího v panství Sacuma.
Přes izolaci Japonska, zavedenou v období Edo, přistál v r. 1708 na Jakušimě italský jezuitský misionář Giovanni Battista Sidotti, ale byl záhy deportován do Eda. V období Meidži byla mimo jiné zestátněna většina lesů, což vedlo k dlouhodobému sporu mezi vládou a obyvateli Jakušimy.
V průběhu dějin se na ostrovech podepsala zdejší vulkanická činnost. Nejhorší následky mezi novějšími katastrofami měla erupce na ostrově Kučinoerabu 4. prosince 1933, která způsobila 8 úmrtí a 26 zranění.